# Pere Compte
Pere Comte (Gerona, ... – Valencia, 1506) è stato un architetto spagnolo, originario di Gerona, figura chiave dell'architettura gotica nella Corona d'Aragona e in particolare della città di Valencia, nella quale fu capomastro di alcuni dei più bei palazzi durante l'epoca d'oro del gotico valenciano.

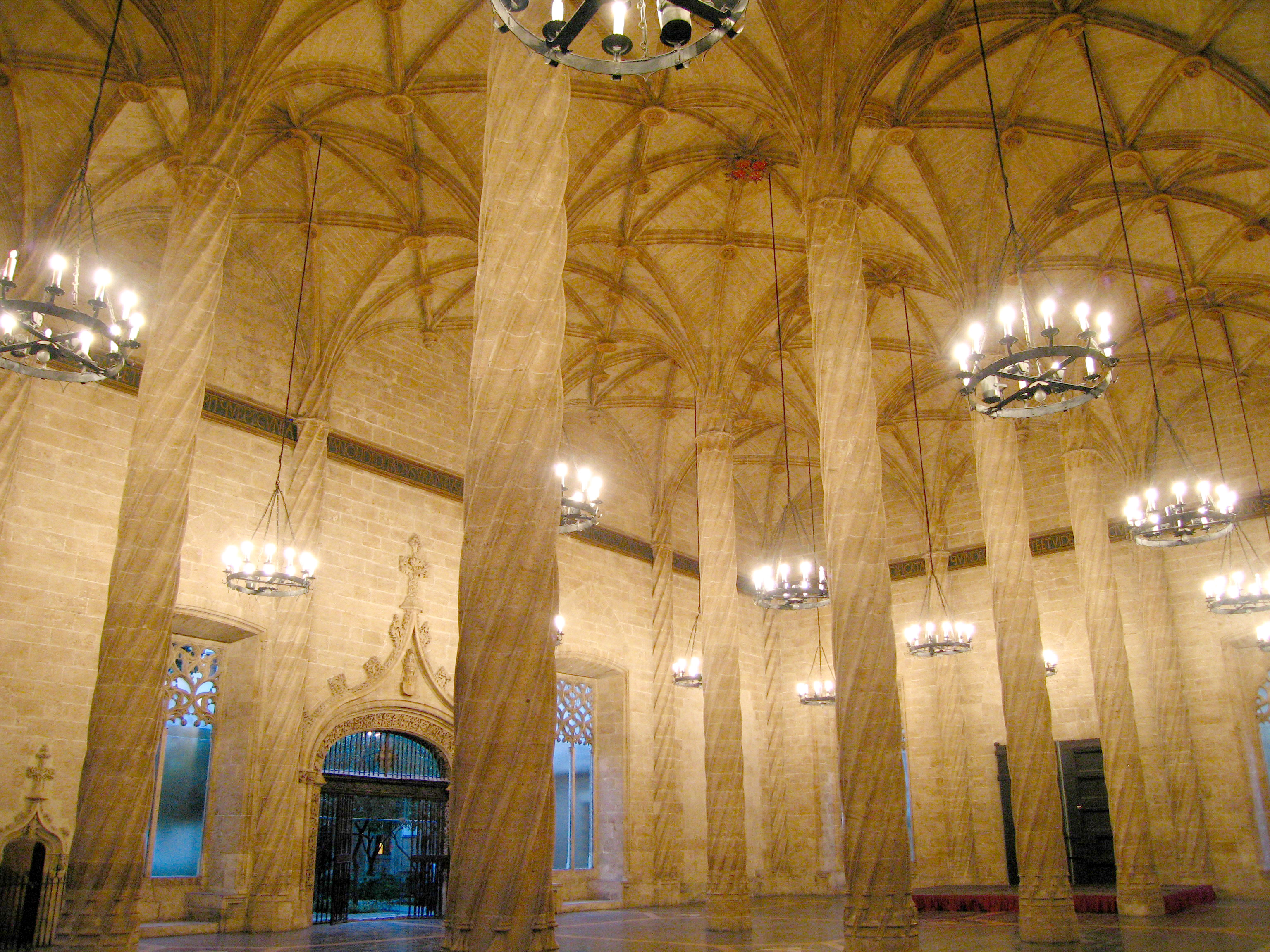
Colonnato della Llotja de la Seda

Pere Compte intervenne in altri edifici importanti come la cattedrale di Valencia e le Torres de Quart a Valencia o il monastero di San Girolamo di Cotalba, vicino a Gandia.
Nel 2006, in occasione del 500º anniversario della sua morte, Valencia gli ha dedicato una mostra nella Llotja de la Seda, la sua opera più famosa.